# Gboko
Gboko est une ville de l'État de Benue, au Nigeria.

## Religion
Gboko est le siège d'un évêché catholique créé le 29 décembre 2012.